# Обогорье
Обогорье — деревня в Фировском районе Тверской области. Входит в состав Великооктябрьского сельского поселения.
Находится в 15 километрах к юго-востоку от районного центра посёлка Фирово.
Население по переписи 2010 года — 10 человек.